# Complete Communion
Complete Communion è un album in studio del musicista jazz statunitense Don Cherry, pubblicato nel 1966.

## Tracce
1. Complete Communion: Complete Communion/And Now/Golden Heart/Remembrance – 20:38
2. Elephantasy: Elephantasy/Our Feelings/Bishmallah/Wind, Sand And Stars – 19:36

## Formazione
- Don Cherry - cornetta
- Leandro "Gato" Barbieri - sassofono tenore
- Henry Grimes - basso
- Edward Blackwell - batteria